# هومبرگ (کوزل)
هومبرگ (به آلمانی: Homberg) یک شهر در آلمان است که در Lauterecken-Wolfstein واقع شده‌است.